# Šu
Šu (egipčanski izraz, ki pomeni praznina in on, ki vstaja (ali vzhaja)), je bil eden od prvobitnih egipčanskih bogov, poosebljenje zraka in nasprotje boginje Tefnut in eden od devetih božanstev Eneade heliopolske kozmogonije.

## Družina
V heilopolski teogiji je Atum z masturbiranjem ali pljuvanjem ustvaril prvi par Enead - Šuja in Tefnut. Šu je bil oče Nut in Geba in stari oče Ozirisa, Izide, Seta in Neftis.  Njegova pravnuka sta bila Hor in Anubis.

## Miti
Šuja kot zrak so imeli za hladnega in zato umirjenega in pomirjujočega. Zaradi teh značilnosti je bil povezan z boginjo  Maat, ki je poosebljala resnico, pravico, red in ravnotežje. Kot zrak je po stvaritvi sveta ločeval kraljestvi nebo in zemljo. V umetnosti se je upodabljal kot mož z enim do štirimi nojevimi peresi, ki so simbolizirala lahkotnost ali praznino. Šujevi elementi so bili tudi megla in oblaki, katere so pogosto imeli za njegove kosti, njega pa so zaradi položaja med nebom in zemljo imeli tudi za veter.
V večini kasnejših mitov je predstavljal strašno vremensko katastrofo ob koncu Starega kraljestva. Mit pravi, da sta se Tefnut in Šu nekoč sprla.  Tefnut je zapustila Egipt in odšla v Nubijo, ki je vedno imela bolj zmerno podnebje. Šu jo je hitro pogrešil, Tefnut pa se je spremenila v mačko in uničila vse ljudi in bogove, ki so se ji približali. Preoblečenemu Totu je nazadnje le uspelo priti do nje in jo prepričati, naj se vrne.
Grki so Šuja vzporejali z Atlasom, prvobitnim Titanom, ki je, tako kot Šu, nosil nebo.
Po heliopolski kozmologiji sta bila Šu in Tefnut prvi par kozmičnih elementov. Ustvarila sta boginjo neba Nut in boga zemlje Geba. Šu je ločil Nut od Geba, ker sta v ljubezenskem dejanju ustvarila dvojnost v vidnem svetu: pojma zgoraj in spodaj, svetlobo in temo, dobro in zlo. Pred njuno ločitvijo je Nut rodila bogove Izido, Ozirisa, Neftis (Hora) in Seta. Egipčani so verjeli, da brez ločitve Nut (neba) in Geba (zemlje) življenja ne bi bilo.
Šu je večinoma upodobljen kot moški. Kot vojščak in branilec v vlogi sončnega boga je včasih upodobljen z levjo glavo. V rokah drži ank kot simbol življenja.